# Johnstone
Johnstone (gael. Baile Eòin) – miasto w Wielkiej Brytanii, w zachodniej Szkocji, w jednostce administracyjnej Renfrewshire, położone nad rzeką Black Cart Water, około 15 km na zachód od Glasgow. W 2001 roku miasto liczyło 16 468 mieszkańców.
Miasto powstało w 1782 roku, rozplanowane przez lairda George'a Houstona. W XVIII i XIX wieku Johnstone było ośrodkiem wydobycia węgla oraz przędzalnictwa.
W mieście znajduje się XV-wieczna wieża, będąca pozostałością po Johnstone Castle, rezydencji lairdów Johnstone w latach 1733-1931.